# 조종자 2
《조종자 2》(영어: Puppet Master II)는 미국에서 제작된 데이비드 앨런 감독의 1990년 비디오 공포 영화이다. 조종자 영화 프랜차이즈 두 번째 작품이며 《조종자》(1989)의 속편이다. 찰리 스프래들링 등이 출연하였고, 찰스 밴드 등이 제작에 참여하였다.
1991년 시리즈 세 번째 영화 《조종자 3》이 출시되었다.

## 출연진
- 찰리 스프래들링
- 제프 웨스턴
- 니타 탤벗
- 세이지 앨런
- 조지 “벅” 플라워
- 앨릭스 밴드

## 기타 제작진
- 총괄 제작: 찰스 밴드
- 공동 제작: 킹 와일더
- 미술: 캐슬린 코츠
- 특수 효과팀: 랜디 쿡